# Fritziana fissilis
Fritziana fissilis – gatunek płaza bezogonowego z rodziny Hemiphractidae.

## Taksonomia
Gatunek był tradycyjnie zaliczany do rodziny rzekotkowatych. Frost i współpracownicy (2006) przenieśli go wraz z całym rodzajem Flectonotus, do którego był wówczas zaliczany, do odrębnej rodziny Amphignathodontidae; Pyron i Wiens (2011) zsynonimizowali Amphignathodontidae z Hemiphractidae.
Z gatunkiem tym przez wiele lat synonimizowany był Fritziana ulei, ale w 2014 roku Folly i inni przywrócili mu status osobnego gatunku.

## Występowanie
Zwierzę to zamieszkuje kontynent południowoamerykański, a dokładniej stan Rio de Janeiro na południowym wschodzie Brazylii.

## Habitat i rozmnażanie
Płaz preferuje tereny położone na wysokości pomiędzy 500 i 1800 metrów nad poziomem morza. Spotyka się go na roślinności na wysokości 1–3 metry nad poziomem gruntu. Wymaga obecności bromeliowatych (inaczej ananasowate; jest to rodzina tworzących naturalne zbiorniki wody roślin, do której zalicza się choćby ananas). Okrytonasienne te są niezbędne dla rozwoju larw. Inaczej niż u wielu płazów, tutaj jajami zajmuje się samica, przechowująca je w specjalnym zagłębieniu. Kijanki następnie pozostawiane są właśnie w obrębie wspomnianych roślin. Zwierzę radzi sobie w środowisku zdegradowanym działalnością człowieka, jeśli zachowane zostaną w nim ananasowate.

## Status
Zwierzę występuje bardzo licznie, a jego populacja wydaje się stabilna. Pewnym niebezpieczeństwem dla gatunku wydaje się destrukcja środowiska naturalnego spowodowana wylesianiem, jednakże obecnie nic nie zagraża istnieniu gatunku.